# Pharmakon – Arzneimittel in Wissenschaft und Praxis
Pharmakon – Arzneimittel in Wissenschaft und Praxis  ist eine Fachzeitschrift, die von der Deutschen Pharmazeutischen Gesellschaft herausgegeben wird. Sie erscheint seit Januar 2013 und löst die Pharmazie in unserer Zeit (PharmuZ) ab. Das Konzept der Themenhefte ist, pharmazeutische Themen aus verschiedenen Blickwinkeln zu behandeln. Dabei liegt der Schwerpunkt auf der umfassenden Darstellung einzelner Wirkstoffklassen.
Verlegt wird die Zeitschrift von der Avoxa Mediengruppe, bis 2021 hatte Theo Dingermann von der Johann Wolfgang Goethe-Universität Frankfurt am Main die Schriftleitung inne und übergab diese an Robert Fürst.